# معركة لاسعانود (2007)
شهدت معركة لاسعانود عام 2007 اشتباكات ضارية بين الجيش الصوماليلاندي وقوات ولاية بونتلاند في لاسعانود عاصمة محافظة سول، ونتج عنها سيطرة صوماليلاند على المدينة وطرد قوات بونتلاند منها.

## خلفية
سيطرت ولاية بونتلاند على مدينة لاسعانود عام 2002 وخضعت المدينة لسيطرتها حتى عام 2007.
في الوقت الذي كانت فيه صوماليلاند تقدم الدعم لميليشيات العشائر المحلية المعارضة لوجود بونتلاند في المدينة، وكانت الميليشيات موالية للوزير السابق في حكومة بونتلاند أحمد عبدي حابسدي والذي انشق عن الحكومة ليعلن انضمامه إلى صوماليلاند.

## المعركة
في أكتوبر 2007 تطور النزاع إلى صراع إقليمي من أجل السيطرة على مدينة لاسعانود، حيث احتشدت قوات صوماليلاند انطلاقا من قاعدتها في بلدة أريعديي غربي المدينة، وأطلقت هجوما على المدينة، وقابل ذلك تباطؤا في تعبئة هجوم مضاد من بونتلاند، بسبب ما شهدته في تلك الفترة من ضعف اقتصادي، وانشغالا من قبل الحكومة الفيدرالية نتيجة للمعارك الدائرة في مقديشو، ونقلت صوماليلاند إدارة محافظة سول إلى لاسعانود بعد سيطرتها على المدينة في 15 أكتوبر. وأفادت التقارير إلى أن ما بين 10 إلى 20 شخصًا لقوا حتفهم في المعركة.